# Fabrice Delecluse
Fabrice Delecluse is een Belgisch acteur. Zijn bekendste rol was die van student Lukas in De Kotmadam. Als docent drama is hij actief in de Koninklijke Academie voor Schone Kunsten van Gent.

## Carrière
Delecluse werd vooral bekend als lid van de vaste cast van de VTM-sitcom De Kotmadam, als student Lukas (niet te verwarren met Lukas gespeeld door Stoffel Bollu). Hij was te zien in seizoen 10 en 11 (2001–2002). 
Delecluse speelde gastrollen in Hallo België (cameraman Patrick) en Spoed (William). Hij speelde ook gastrollen in F.C. De Kampioenen, één in 2001 als Dirk Devriese, student landmeter zonder zelfvertrouwen en één in 2003 als soldaat.
Fabrice speelde ook een rol in de theaterproductie 'de koning zonder schoenen', van 4Hoog, met onder meer Frans Van der Aa (die het stuk tevens heeft geregisseerd) en Tineke Caels. Deze productie is op touw gezet voor de allerkleinsten.
In Eigen Kweek (derde seizoen) verscheen hij als inspecteur.